# أليكس هايد
أليكس هايد (بالإنجليزية: Alex Hyde)‏ هو عازف جاز أمريكي، ولد في 17 فبراير 1898 في هامبورغ في ألمانيا، وتوفي في 7 يوليو 1956 في سانتا مونيكا في الولايات المتحدة.

## وصلات خارجية
- أليكس هايد على موقع IMDb (الإنجليزية)
- أليكس هايد على موقع ميوزك برينز (الإنجليزية)